# Margaret Houlihanová
Major Margaret J. „Šťabajzna“ Houlihanová je postava z románu MASH - Jak to bylo doopravdy. Objevuje se i ve filmu MASH a stejnojmenném seriálu. Ve filmu ji hraje Sally Kellerman a v televizním seriálu Loretta Swit. Zastává funkci hlavní sestry v 4077th MASH.

## Životopis

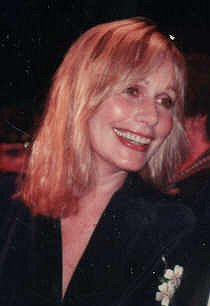
Sally Kellerman, představitelka Margaret Houlihan ve filmu MASH

Margaret je armádní dítě, jejím otcem je Alvin Houlihan, voják z povolání. Vstoupila do školy pro sestry roku 1938 a ukončila vzdělání roku 1942, kdy vstoupila do armády. Sloužila ve druhé světové válce, avšak není známo, jestli v zámoří či na domácí půdě. Během korejské války se stala hlavní sestrou v 4077th MASH, což byla nejvyšší ženská pozice v nemocnici. Původ její přezdívky Šťabajzna (v anglickém originále „Hot Lips“) je jiný v knize, filmu i seriálu. V knize je tato přezdívka poprvé užita Trapperem, když flirtuje s Margaret poté, co se dozvěděl o její aféře s Frankem Burnsem. Ve filmu přezdívka pochází ze scény, kdy Trapper s Hawkeyem nastražili tajný mikrofon do jejího stanu. Když má pak sex s Frankem Burnsem, prohlásí „Polib mé horké rty“. V seriálu není původ přezdívky vysvětlen. Postupem času přestávají scenáristé tuto přezdívku používat, avšak občasně se přezdívka objeví.
Má poměr s Frankem Burnsem, avšak nevadí jí flirtovat s dalšími (většinou výše postavenými) muži. Nakonec se však zamiluje do podplukovníka Donalda Penobscotta. Tím její vztah s Frankem Burnsem skončí, což Frank těžce nese. Donalda si vezme v epizodě Svatba Margaret Houlihanové. Manželství však netrvá dlouho, Margaret objeví jeho nevěru a rozvede se s ním. Ve dvoudíle Kamarádi ve zbrani se krátce dá dohromady s Hawkeyem.
V poslední epizodě odjíždí do USA, kde pracuje v armádní nemocnici.

## Charakteristika
Margaret Houlihan je kariérní vojačkou. Je přísná a tvrdá, a to hlavně na sestry. V prvních sériích tvrdě bojuje proti porušování vojenské morálky ze strany Hawkeyeho a Trappera, avšak postupem seriálu se stává více lidskou a tolerantní. Později se také účastní některých kanadských žertů. Se všemi hlavními protagonisty nakonec naváže pevné přátelství. Svou vášnivou povahu využívá zejména při kontaktech s vyššími důstojníky.